# Liste der Biografien/Gare
Liste der Biografien |
Portal Biografien |
Personensuche
# |
A |
B |
C |
D |
E |
F |
G |
H |
I |
J |
K |
L |
M |
N |
O |
P |
Q |
R |
S |
T |
U |
V |
W |
X |
Y |
Z |
?
 
Ga |
Gb |
Gc |
Gd |
Ge |
Gf |
Gh |
Gi |
Gj |
Gk |
Gl |
Gm |
Gn |
Go |
Gp |
Gq |
Gr |
Gs |
Gu |
Gv |
Gw |
Gy |
Gz
 
Gaa |
Gab |
Gac |
Gad |
Gae |
Gaf |
Gag |
Gah |
Gai |
Gaj |
Gak |
Gal |
Gam |
Gan |
Gao |
Gap |
Gaq |
Gar |
Gas |
Gat |
Gau |
Gav |
Gaw |
Gax |
Gay |
Gaz
 
Gara |
Garb |
Garc |
Gard |
Gare |
Garf |
Garg |
Garh |
Gari |
Gark |
Garl |
Garm |
Garn |
Garo |
Garp |
Garr |
Gars |
Gart |
Garu |
Garv |
Garw |
Gary |
Garz
Die Liste der Biografien führt alle Personen auf, die in der deutschsprachigen Wikipedia einen Artikel haben. Dieses ist eine Teilliste mit 53 Einträgen von Personen, deren Namen mit den Buchstaben „Gare“ beginnt.

## Gare
- Gare, Danny (* 1954), kanadischer Eishockeyspieler und -trainer
- Gare, Landon (* 1978), deutsch-kanadischer Eishockeyspieler und -trainer
- Gare, Lou (1939–2017), britischer Free-Jazz-Tenorsaxophonist und Violinenbauer

### Garea
- Gareau, France (* 1967), kanadische Sprinterin
- Gareau, Jacqueline (* 1953), kanadische Marathonläuferin

### Garec
- Gareca, Juan Manuel (* 1999), bolivianischer Sprinter
- Gareca, Ricardo (* 1958), argentinischer Fußballspieler und -trainer

### Garef
- Garefrekes, Kerstin (* 1979), deutsche FußballspielerinKerstin Garefrekes (* 1979)

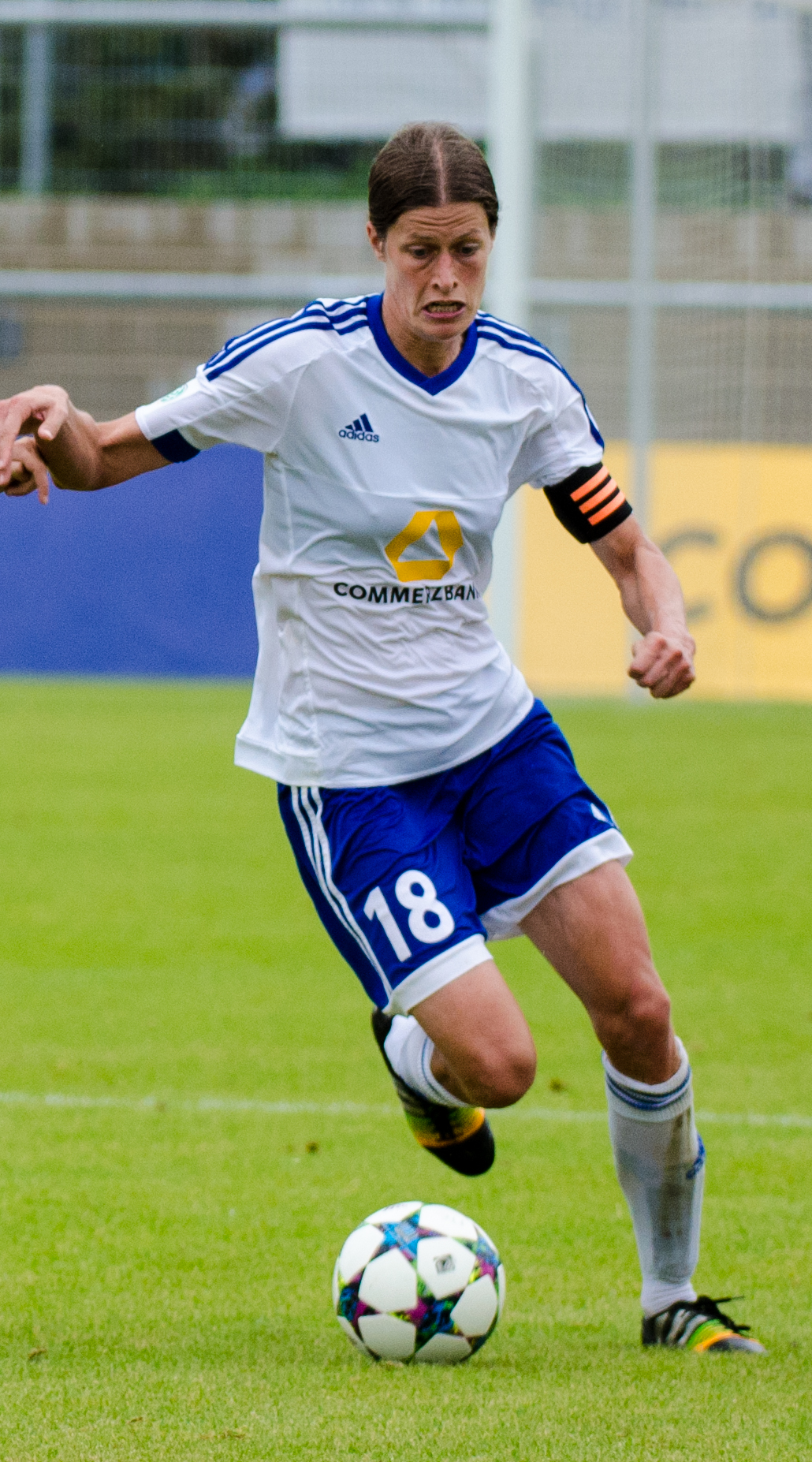
Kerstin Garefrekes (* 1979)

### Gareg
- Garegnani, Pierangelo (1930–2011), italienischer Ökonom

### Garei
- Gareis, Adam (1887–1937), deutsch-russischer römisch-katholischer Geistlicher und Märtyrer
- Gareis, Anton Johann (1793–1863), deutscher Maler, Genremaler, Lithograph und Radierer
- Gareis, Balthasar (1929–2000), deutscher Theologe, Psychologe und Hochschullehrer
- Gareis, Franz (1775–1803), deutscher Kunstmaler
- Gareis, Fritz (1872–1925), österreichischer Karikaturist, Illustrator und Maler
- Gareis, Harry (* 1928), österreichischer Jurist, Eiskunstläufer, Tennisspieler und Weinbauer
- Gareis, Heinrich (1878–1951), deutscher Jurist, Regierungspräsident, Polizeipräsident und SS-Führer
- Gareis, Jennifer (* 1970), US-amerikanische Schauspielerin
- Gareis, Josef (1903–1982), deutscher Politiker (SPD), MdL Bayern
- Gareis, Joseph (1778–1844), deutscher Zeichner, Kupferstecher und Bildhauer
- Gareis, Karl (1889–1921), deutscher Politiker, Fraktionsvorsitzender der USPD im bayerischen Landtag
- Gareis, Karl von (1844–1923), deutscher Jurist, Fachautor und Politiker (NLP), MdR
- Gareis, Marianne (* 1957), deutsche Übersetzerin
- Gareis, Martin (1891–1976), deutscher General der Infanterie im Zweiten Weltkrieg
- Gareis, Roland (* 1948), österreichischer Ökonom und Begründer des „Management by projects“-Ansatzes
- Gareis, Rudolf Wilhelm (1877–1963), Landwirt
- Gareis, Sven Bernhard (* 1962), deutscher Politikwissenschafter
- Gareisen, Christoph (* 1962), deutscher Schauspieler
- Gareisen, Rafael (* 1994), deutscher Schauspieler
- Gareißen, Hans-Robert (* 1944), deutscher Brigadegeneral a. D.

### Garej
- Garejew, Machmut Achmetowitsch (1923–2019), sowjetisch-russischer Armeegeneral, Militärwissenschaftler und Historiker

### Garel
- Garel, Adrien (* 1996), französischer Radsportler
- Garel, Hervé (* 1967), französischer Radrennfahrer
- Garel, Sophie (* 1942), französische Sängerin und Fernsehmoderatorin
- Garel-Jones, Tristan, Baron Garel-Jones (1941–2020), britischer Politiker, Mitglied des House of Commons
- Garelik, Sanford (1918–2011), amerikanischer Politiker
- Garell, Peter, österreichischer Schauspieler
- Garella, Claudio (1955–2022), italienischer Fußballtorwart
- Garelli, Adalberto (1886–1968), italienischer Ingenieur, Unternehmer und Pionier des Motorradbaus
- Garelli, Jacques (1931–2014), französischer Dichter, Philosoph und Autor
- Garelli, Johann Baptist von (1649–1732), österreichischer Arzt, kaiserlicher Leibarzt, Medizinprofessor
- Garelli, Nicolo Pio de (1675–1739), italienisch-österreichischer Arzt, Leibmedicus, Medizinprofessor und Bibliothekar
- Garello, Raúl (1936–2016), argentinischer Bandoneonist, Orchesterleiter und Tangokomponist

### Garen
- Gareña, Mario (1932–2021), kolumbianischer Komponist und Sänger
- Garenamotse, Gable (* 1977), botswanischer Leichtathlet
- Garencières, Jean de (1372–1415), französischer Ritter und Schriftsteller
- Garenfeld, Franz (1775–1824), preußischer Verwaltungsbeamter, Landrat
- Garengeot, René-Jacques Croissant de (1688–1759), französischer Chirurg
- Garenton von Sahyun, Herr von Sahyun

### Garew
- Garewal, Simi (* 1947), indische Filmschauspielerin und Fernsehmoderatorin

### Garey
- Garey, Diane (* 1949), US-amerikanische Filmproduzentin und Filmeditorin
- Garey, Michael (* 1945), US-amerikanischer Informatiker
- Gareyev, Timur (* 1988), usbekischer Schachspieler

### Garez
- Gárezon Thomas, Pedro (1851–1927), peruanischer Marineoffizier und Verwaltungsbeamter